# Barão de Glória
Barão de Glória é um título nobiliárquico criado por D. Maria II de Portugal, por Decreto de 6 de Julho de 1852, em favor de António José Leite Guimarães.
Titulares
1. António José Leite Guimarães, 1.º Barão de Glória.